# Вилленшарен
Вилленшарен (нем. Willenscharen) — община в Германии, в земле Шлезвиг-Гольштейн.
Входит в состав района Штайнбург. Подчиняется управлению Келлингхузен-Ланд. Население составляет 176 человек (на 31 декабря 2020 года). Занимает площадь 7,62 км².

## Население
| Год  | Численность |
| ---- | ----------- |
| 2020 | 176         |

| Год  | Численность | Численность |
| ---- | ----------- | ----------- |
| 1975 | 152         | [ 4 ]       |
| 2017 | 175         | [ 1 ]       |
| 2019 | 178         | [ 5 ]       |
| 2021 | 169         | [ 6 ]       |
| 2022 | 171         | [ 7 ]       |
| 2023 | 174         | [ 2 ]       |